# 寶島春夢
《寶島春夢》（英語：Taiwan Evocation）是香港亞洲電視拍攝的一齣15集政治諷刺劇，諷刺2000年中華民國總統大選前後中華民國的政局。這劇集如此公開的諷刺政治事件和人物，在香港電視史上相當罕見。
這劇集曾引起不少風波，曾有非正式統計指此劇播映時，在廣東省東莞市曾創下九成收視率；而時任亞洲電視總顧問的中華民國時事評論員沈野，在2000年4月7日中華民國TVBS電視節目《2100全民開講》中被中華民國一些民眾批評強烈醜化剛當選總統的陳水扁。
亞視在2022年6月起將本劇上載至官方YouTube頻道內。

## 播映時段
最初在星期一至五晚每晚10時30分至11時播映，後亞洲電視方面指稱中華人民共和國方面收視良好，遂添5集，至15集，並在星期六晚上10時播映。每集俱為半小時。第15集在2000年5月20日晚上播出，當天是陳水扁就任總統之日。

## 製作原因
中華民國自1980年代開放黨禁，1996年開放正副元首直接民選以來，未嘗有如2000年總統大選般激烈。因為當時有「連蕭配」（連戰、蕭萬長：中國國民黨）、「宋張配」（宋楚瑜、張昭雄：無黨籍／新臺灣人服務團隊）及「陳呂配」（陳水扁、呂秀蓮：民主進步黨）競爭，而且政權首度有機會政黨輪替，故此引起台灣獨立疑慮，令到世界各地關注。由於華人世界未曾有元首直選如此激烈之先例，故此香港傳媒投入大量資源報導，使香港人對是次選舉有更多的認識與關注。
剛巧亞洲電視主要股東林百欣在中華民國聘請當地時事評論員、《獨家報導周刊》社長兼前中國電視公司廣告部副經理沈野為亞洲電視總顧問；沈野認為機不可失，便在總統選舉結束後便開拍《寶島春夢》一劇。

## 劇集特色
據亞視表示，這套劇集的編劇是旅台港人，並根據當時的時局發展編寫，故此也有一定的真實成份，而劇中被影射的政治人物全部真有其人。例如一些在香港知名度不高的中華民國政治人物，如民進黨籍前立法委員沈富雄（劇中影射稱為「沈虎雄」）、曾代表新黨參選高雄市長的湯阿根（劇中影射稱為「湯阿羹」）。
但因為劇中部份角色、事件和動作過份醜化，中華民國一些批評就指，在當年大選中積極支持宋張配的沈野是要醜化卸任的李登輝和剛上任的陳水扁。
- 劇集描寫蘇志星(影射蘇志誠)有如一個小人，經常在李大輝面前搬弄是非。
- 第一集影射連霑以新台幣五千萬元購買行政院長，並以大量現金及珠寶以「寄存在總統家」的名目向李大輝賄賂，以便李大輝欽點連霑當執政黨的總統候選人。
- 李大輝經常用日語「馬鹿野郎」來稱呼宋子瑜，顯示李大輝對宋子瑜的厭惡。
- 李大輝暗助陳小扁 (選戰前期李大輝帶同劉泰晶已經與陳小扁秘密會面，並自稱摩西、稱陳小扁為約書亞，陳小扁稱李大輝為「契爺(乾爹)」、寶島之父，並自稱為狗、寶島之子)
- 李大輝、蘇志星、劉泰晶等與陳小扁與一班舞小姐花天酒地，以黨產付帳。
- 李大輝曾要國安局密謀謀殺宋子瑜。
- 興票案中，「給錢宋子瑜之子的長輩」其實是李大輝。
- 李大輝對連霑失望，連霑經常對於李大輝的提醒，只懂用日文稱「知道」。
- 921大地震時，宋子瑜立即趕到現場探視，而連霑只懂睡覺，視探視為畏途，並稱自己由小至大怕見血。
- 為了要對令客家吳資政(影射吳伯雄)不支持宋子瑜，李大輝下令對吳資政查稅，斷宋子瑜一臂。
- 有影星為錢去連霑造勢大會登台，下半場為理想去宋子瑜造勢大會登台。
- 國民黨立委楊繼雄，依照李大輝提供的劇本揭發興票案，並以黨產支持記者前往美國調查宋子瑜之子在美國的五幢房子(宋氏夫妻稱美國的五幢樓宇合起來的價錢與台灣樓宇低)
- 李大輝「棄連保扁」，相信陳小扁當選總統後不敢清算李大輝、蘇志星等國民黨高層。
- 為了要「棄連保扁」阻止宋子瑜當選，故不斷「拉高」連霑的支持，為了拉起連霑的聲勢，李大輝陣營經常造「連霑領先的假民調」，並交給馬英八宣讀。(事實上馬英九在選前的確收到一份各家媒體的民調報告，顯示連戰領先，故公開宣佈棄宋保連)
- 李大輝用錢捐給陳呂安(影射陳履安)的基金會，要他出面支持連霑(李大輝稱他不知道連霑是誰)
- 李大輝在選戰後期把自己的老友們及李遠哲(李稱為王牌)支持陳小扁。
- 李大輝的總統府辦公室收藏了一幅日本昭和天皇裕仁老年穿軍服的畫像，李大輝不時向裕仁的軍服畫像大呼「寶島天皇」、「寶島之父」、「天皇萬歲」等。當國民黨失去政權後，裕仁的軍服畫像曾顯靈對李大輝說話（暗示李登輝的親日傾向）。
- 在民進黨嬴得大選後，呂秀玲經常在黨內會議大吵大罵，質疑甚麼事都不讓她知道，甚至引來陳小扁對她的厭惡(影射呂秀蓮當選後希望干預政務，與陳水扁不和)
- 國民黨失去政權後，李大輝偷運48箱美金出總統府，並企圖將之運到老番國。
- 為了阻止宋子瑜的親文黨在國大(國民大會)改選中得到議席，聯合陳小扁，要民進黨廢國大。
- 第十五集刻意選在陳水扁總統就職日晚上播出，以反映陳水扁的就職演說。

## 部份角色
- 杜汶澤 飾 陳小扁（影射陳水扁）[7]
- 袁文傑 飾 李大輝（影射李登輝）
- 黃允財 飾 宋子瑜（影射宋楚瑜）
- 徐二牛 飾 連　霑（影射連戰）
- 饒芷昀 飾 呂秀玲（影射呂秀蓮）
- 龐秋雁 飾 吳秀珍（影射吳淑珍）
- 甄志強 飾 馬英八（影射馬英九）
- 冼灝英 飾 吳一明（影射吳容明）
- 關　鍵 飾 唐　非（影射唐飛）
- 黃麗梅 飾 連夫人（影射連方瑀）[8]
- 繆非臨 飾 王小嬋（影射王筱嬋）[9]
- 蘇昶 飾 黃意交（影射黃義交）
- 饒林紅 飾 何玲玲（影射何麗玲）
- 煒烈 飾 蘇志星 (影射蘇志誠)
- 劉錫賢 飾 劉泰晶（影射劉泰英）
- 鍾慧寧 飾 李夫人（影射曾文惠）
- 司馬華龍 飾 黃信泰 (影射黃信介)
- 周兆麟 飾 許俊良 (影射許信良)
- 關偉倫 飾 黃羊珍 (影射黃輝珍)
- 李潤祺 飾 蕭百長 (影射蕭萬長)
- 陳正君 飾 侍衛長 (影射)
- 鄭恕峰 飾 楊健雄 (影射楊吉雄)
- 陳月茹 飾 陳千水 (影射陳萬水)
- 陳東 飾 黃君輝 (影射黃昆輝)

## 資料來源
1. ↑  . 星島日報. 2000-04-07  [2020-11-08]. （原始内容存档于2020-11-08） （中文）.
2. ↑  郭繾澂. . 明報. 2000-04-12  [2020-11-08]. （原始内容存档于2020-11-08） （中文）.
3. ↑  . 香港商報. 2000-04-09  [2020-11-08]. （原始内容存档于2020-11-08） （中文）.
4. ↑  . 蘋果日報. 2000-04-11  [2020-11-08]. （原始内容存档于2020-11-08） （中文）.
5. ↑  . 天天日報. 2000-05-21  [2020-11-08]. （原始内容存档于2020-11-08） （中文）.
6. ↑  . 天天日報. 2000-04-15  [2020-11-08]. （原始内容存档于2020-11-08） （中文）.
7. ↑  艾維. . 星島日報. 2000-05-21  [2020-11-08]. （原始内容存档于2020-11-08） （中文）.
8. ↑  . 蘋果日報. 2000-04-02  [2020-11-08]. （原始内容存档于2020-11-08） （中文）.
9. ↑  艾維. . 星島日報. 2000-04-02  [2020-11-08]. （原始内容存档于2020-11-08） （中文）.

## 外部連結
- 寶島春夢 - 黃韻材(黃允財/黃允材)網站
- 高比的無限空間—杜汶澤專頁
- 政論王討論區—有關「寶」劇的討論
- 香港商報娛樂新聞—時任亞視行政總裁的封小平對「寶」劇的談話